# Epistemologia feminista
L'epistemologia feminista és la branca del feminisme filosòfic que estudia el coneixement, el seu objecte i les maneres d'assolir-lo. Està emparentada amb els estudis de gènere en la ciència i la tecnologia, però aquests adopten una postura més interdisciplinària i centren el focus en les dones dins el coneixement més que en l'acte de saber en si mateix. Tenen en comú el qüestionament de l'estructura social i cultural relacionada amb la recerca i la denúncia dels biaixos que adopta.

## Conceptes claus
L'epistemologia feminista estudia com i si afecta la variable de gènere a la selecció i visió dels problemes analitzats per la ciència i reivindica la necessitat de fer explícites les assumpcions del subjecte que realitza la recerca.

### La selecció de problemes
L'epistemologia feminista analitza el paper de la dona en la selecció dels problemes o qüestions d'estudi i critica el fet que la marginació de les dones dins la ciència ha provocat el menysteniment o abandonament de determinades línies de recerca en el coneixement. Això es produeix en tres camps diferents. En primer lloc, històricament s'ha prestat menys atenció a problemàtiques associades en exclusiva o de manera majoritària a la dona. Per exemple, en medicina es produeix un biaix on les malalties i els seus símptomes prototípics s'analitzen des del punt de vista del baró, amb la conseqüència d'un pitjor accés a la salut per part d'elles, Així, els infarts femenins es detecten i tracten més tard que els dels seus homòlegs masculins ja que es manifesten d'una forma diferent, menys coneguda per part de la població o el personal sanitari. Igualment, els efectes de determinats medicaments tendeixen a considerar el cos de l'home, amb les seves hormones i particularitats, com l'estàndard, sobretot pel desigual accés als assajos clínics de la població femenina. En segon terme, s'ha menyspreat la recerca duta a terme per les dones, per la seva menor presència als grups de poder (sostre de vidre). Una científica ha d'aportar més justificacions que un col·lega home i és menys citada dins el corpus general de la seva disciplina (el que s'anomena injustícia epistèmica).
En tercer lloc, les dones poden seleccionar temes de recerca que solen ser passats per alt pels homes. Pel fet d'estar en una situació de discriminació, poden fer evidents àrees d'estudi que els homes no tenen en compte pels seus privilegis associats. L'alteritat es defineix des del centre i el centre impossibilita o dificulta la visió dels biaixos i estructures de poder que invisibilitzen determinades problemàtiques. Per exemple, l'urbanisme feminista proposa analitzar l'estructura urbana en aspectes com la il·luminació o facilitat de circulació adaptada com a prioritats, ja que les dones acostumen a patir més inseguretat al carrer o ocupar-se majoritàriament de les cures (nens petits en cotxet, persones grans amb problemes de mobilitat) i llavors són sensibles a punts negres en el tramat urbà que no es veuen per part d'un home o que no considerarà necessàriament en la planificació viària. Assumptes com la interseccionalitat o la suma d'opressions (on una persona és discriminada pel seu gènere, classe i raça) van passar a ser objecte de consideració des del feminisme, ja que els corrents majoritaris separaven aquestes realitats.

### La visió dels problemes de coneixement
El feminisme reivindica que la dona pot aportar una mirada diferent sobre els temes d'estudi i que per tant no tenir-la en compte fa disminuir la diversitat i la qualitat de la recerca, especialment en àmbits on l'objecte d'anàlisi és el subjecte o grup social, on la mirada interna i subjectiva són elements cabdals a considerar en la construcció discursiva. Si el gènere és una de les variables identitàries més rellevants, no es pot no tenir en compte a l'hora de descriure fenòmens culturals. Això no significa que totes les dones tinguin una visió comuna pel sol fet de ser-ho, com aclareix Sandra Harding, però sí que són més conscients del pes del gènere per la seva vivència. S'ha d'aclarir quan la diferència de gènere és rellevant o no i en quin grau en cada objecte d'estudi.
Els teòrics del feminisme critiquen la pretensió d'una objectivitat ingènua en el coneixement. Tot coneixement és un coneixement situat, és a dir, mediat per les condicions, prejudicis i experiències del subjecte que l'analitza. Si no s'expliciten els trets personals i socials que influeixen en la recerca, es poden presentar com a neutres uns resultats que no ho són. De fet, sovint aleshores la suposada neutralitat evidencia un biaix favorable cap al manteniment l'statu quo. Aquesta explicitació del coneixement situat és un dels punts centrals de l'epistemologia feminista.

## Corrents principals de l'epistemologia feminista
L'epistemologia feminista abasta tots els corrents de l'epistemologia, però els seus partidaris s'han centrat en tres aproximacions.

### Empirisme feminista
Els defensors de l'empirisme feminista denuncien que l'excés de positivisme en les anàlisis fruit del domini dels homes en el camp científic ha privilegiat la recerca quantitativa per sobre de la qualitativa. Les xifres i mètriques són suposadament més neutres i per això s'han tendit a presentar com a més científiques o fiables, en lloc de presentar-les com una via d'aproximació complementària o diferent a la recerca qualitativa. Seguint la teoria de Willard van Orman Quine, una mateixa observació o resultat pot donar validesa a més d'una teoria, segons les assumpcions o hipòtesis del subjecte. Això no significa que es rebutgi la recerca quantitativa, per exemple cal anomenar i quantificar determinades realitats d'opressió perquè es puguin analitzar i combatre, però sí que és imprescindible adoptar una mirada més complexa sobre la realitat .

### Feminisme del punt de vista
Aquest corrent emergeix de la teoria del punt de vista i fa èmfasi en la realitat que amaguen els privilegis i defensa fer conscients els subjectes del seu punt de vista per impedir o suavitzar la construcció d'una realitat falsa o incompleta que s'acomodi al context social imperant. Critica la cerca de l'objectivitat o la separació de l'objecte i el subjecte de coneixement, ja que el segon influeix en el primer. Es basa en la noció de paradigma de Thomas Kuhn però fa més èmfasi en la identitat i pertinença a un grup de l'investigador.

### Postmodernisme feminista
L'epistemologia feminista seguidora del postmodernisme fa èmfasi en el caràcter discursiu i construït de tot coneixement i defensa el relativisme epistèmic, ja que cada persona té una interpretació única de la realitat, que no existeix com a tal. La vivència de gènere fa que aquesta visió variï, i a més té en compte la importància del cos i de les emocions en aquesta visió.